# The Serpent in the Wilderness (Masters)
The Serpent in the Wilderness – tomik wierszy amerykańskiego poety Edgara Lee Mastersa, opublikowany w 1933. Zauważalny jest w nim wpływ liryki Percy’ego Bysshe Shelleya.